# 济公
济公（1148年—1209年），南宋時期佛教楊岐宗禪師，台州（今浙江省台州市天台县赤城街道永宁村）人，法號道濟，又稱濟癫和尚、濟癫祖師、濟公活佛、濟公禪師，俗名李修緣（一名李仁遠），以不死守佛教戒律及神通廣大的顛僧形象聞名，尊其者稱濟公活佛、濟公禪師。

## 家族背景

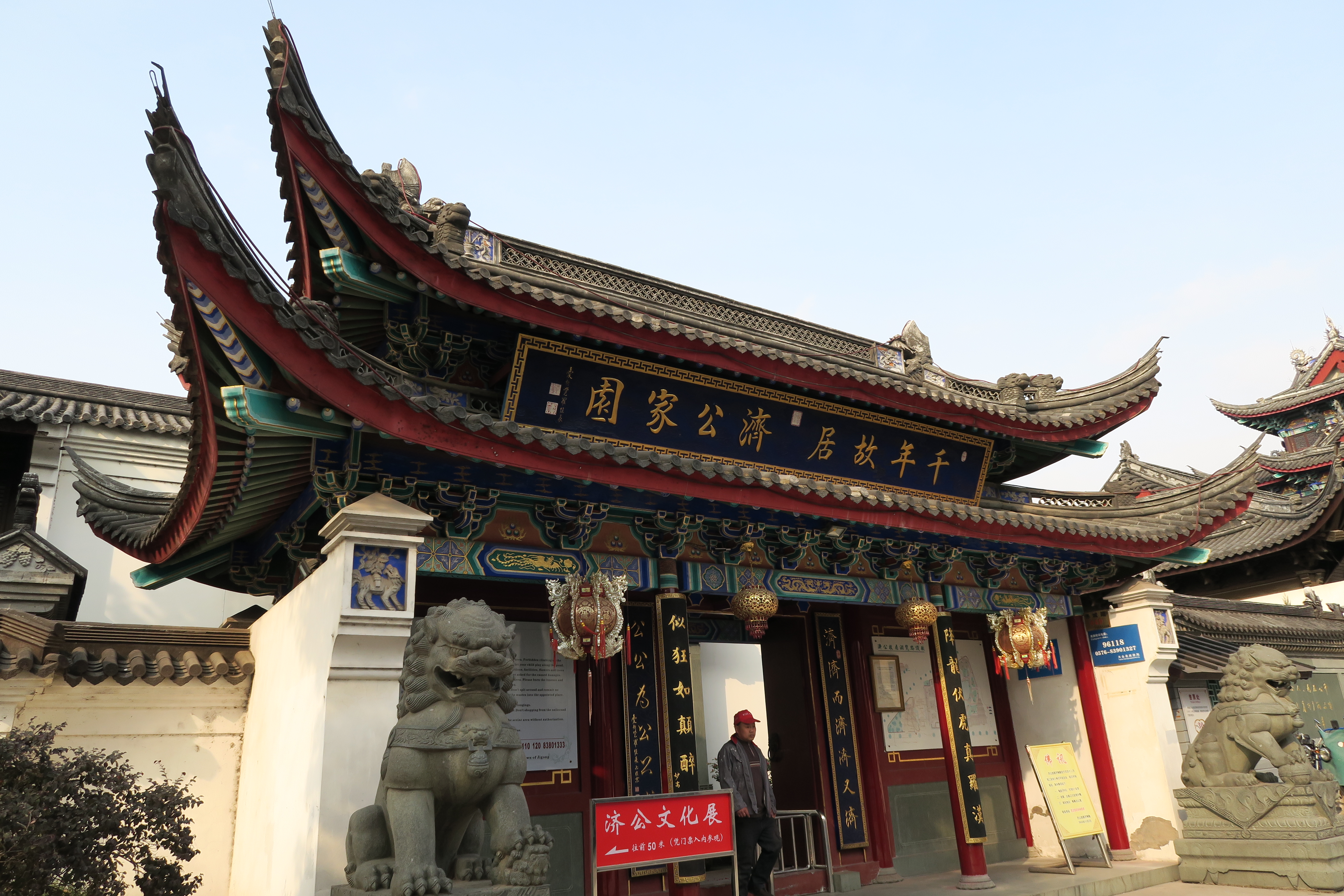
天台“济公故居”

濟公父親李茂春，母親王氏。先祖李崇矩乃天台臨海都尉李文和的遠孫，歷仕後漢、後周、北宋三朝，后周禁軍統帥赵匡胤发动陈桥兵变建立宋朝，李崇矩随之仕宋。

## 生平
1149年（民間記其農曆生於十二月初八日）濟公出生於台州，後逃婚在杭州灵隐寺出家，拜佛海慧遠为师，法号「道济」。好誦经打坐，不戒酒肉，语言诙谐，着破衣破帽、手持破扇，因行不检点，被众僧告到其师慧远面前，慧远庇护他说：“佛门之大，岂不容一癫僧！”故又被称做「济癫」，慧远圆寂后，濟公被迫转到净慈寺，因医术精湛，常助百姓，被称为「济公活佛」，传说是降龙罗汉转世。宋嘉定二年（1209年）五月十六日於净慈寺圆寂，享壽61歲，临终前曾作一偈：“六十年来狼籍，东壁打到西壁。如今收拾归来，依旧水连天碧。”葬于虎跑（今杭州动物园南边），后人建有济公塔院。《净慈寺志》卷十九中收载其《入龛文》、《起龛文》、《挂真文》、《秉火文》、《起骨文》和《入塔文》。

## 漢傳佛教的親民癫僧
不僅僅在藏傳佛教有許多示現神通教化眾生的活佛，在漢傳佛教中同樣有甚多的高僧傳記。漢傳佛教受儒家禮教影響，弘法風格較為嚴肅，難令庶民攝受。道濟和尚的故事帶有庶民作風，使得識字不多，文化不深的庶民對於原本生硬的佛法教義，更易有所親近與了解。
印光大師也論過道濟和尚的不守清規，顯大神通。假如濟癫謹守清規而顯神通，按照佛教規矩則不能住世，只能藉著瘋瘋癫癫，令人疑信相參，以這種密行教化，令一般人了解佛法的不可思議而生正信之心。

## 關於高僧飲酒食肉
雖然釋迦牟尼佛傳法時期，因出家眾乞食托缽制度並未強制僧侶茹素，而有三淨肉。佛教對於一般信徒的戒律，有不殺戒，但無素食戒這一條。直至梁武帝始倡僧侶素食，且漢傳佛教《楞嚴經》記載「奈何如來滅度之後，食眾生肉，名為釋子。汝等當知是食肉人，縱得心開，似三摩地，皆大羅剎，報終必沈生死苦海，非佛弟子。」《梵網經菩薩戒本》記載「若佛子，故食肉，一切肉不得食。食肉者，斷大慈悲性種子...」因此漢傳佛教絕大部分宗派受菩薩戒的僧侶以及佛教徒，若是沒有環境上的限制，還是必須茹素，為修習慈悲心之法。
藏傳佛教由於藏區氣候風土，蔬果供應不足，因此在藏區不論僧俗都無法茹素，都食用三淨肉。但近年大量的藏傳佛教僧侶遍行全球弘法，漸漸擺脫地域限制。目前也有許多藏傳佛教代表人物開始提倡茹素。
《高僧傳》中有許多打破清規的故事，這是由於得道高僧已證生死自在。例如書中記載有位禪師，他教徒弟很嚴，嚴持戒律；但他自己卻不持戒，每天跟信徒們廝混，酒肉無忌。但是要求徒弟們一定要吃素，徒弟不服氣。禪師知道了笑說：「好吧！既然你們要想學我，明天我請你們去吃。」翌日，令徒弟們拿著畚箕、鋤頭，帶他們到墳墓掘挖死屍；挖出來之後叫他徒弟吃，徒弟們一個個都不敢，禪師在那裏吃得有滋有味。告訴他們，你們真有我這個修持境界，就可以學我；假如沒有我這個本事，那就乖乖持戒。徒弟沒有話說了，師父真的證得不分別、不執著的境界了。

## 小說創作

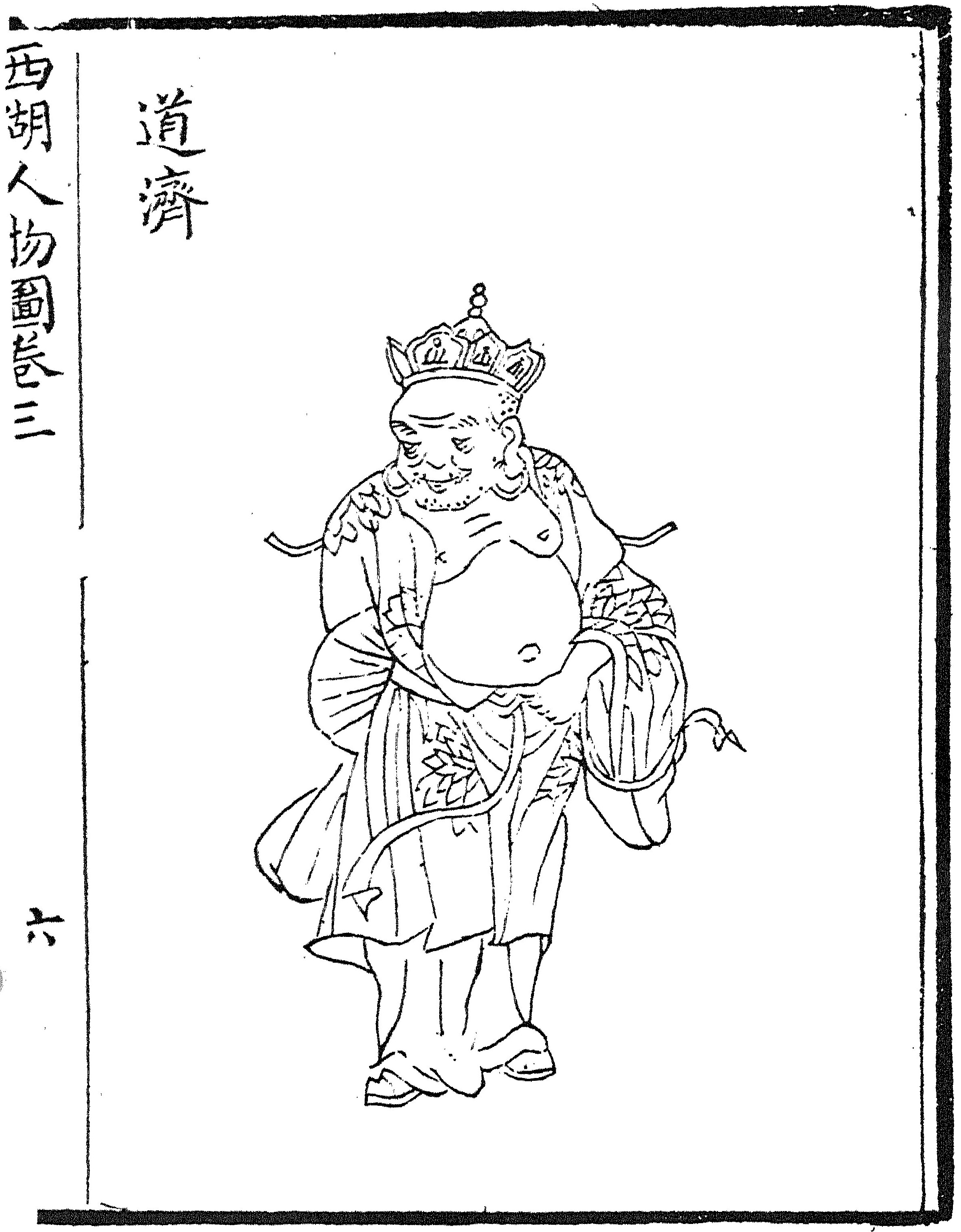
濟公

南宋時，濟公的故事就在浙江台州當地口耳相傳。明清之際，民間的說書人開始以為主題，逐漸發展出情節生動的故事，後清代文人郭小亭集成章回體小說《濟公全傳》一書。
然其神通傳奇，除圓照井運木是道濟自身的故事之外，其他的顯聖故事，多來自高僧傳諸多高僧的事蹟，例如唐代被視為地藏化身的金喬覺以一襲袈裟示現神通覆蓋九華山，又例如南北朝的寶誌禪師食鴿吐出活鴿等等事蹟，小說家就把這些高僧故事全都搬到濟公身上，而成為後來流傳民間的濟公故事。

## 其他宗教共尊的佛教人物

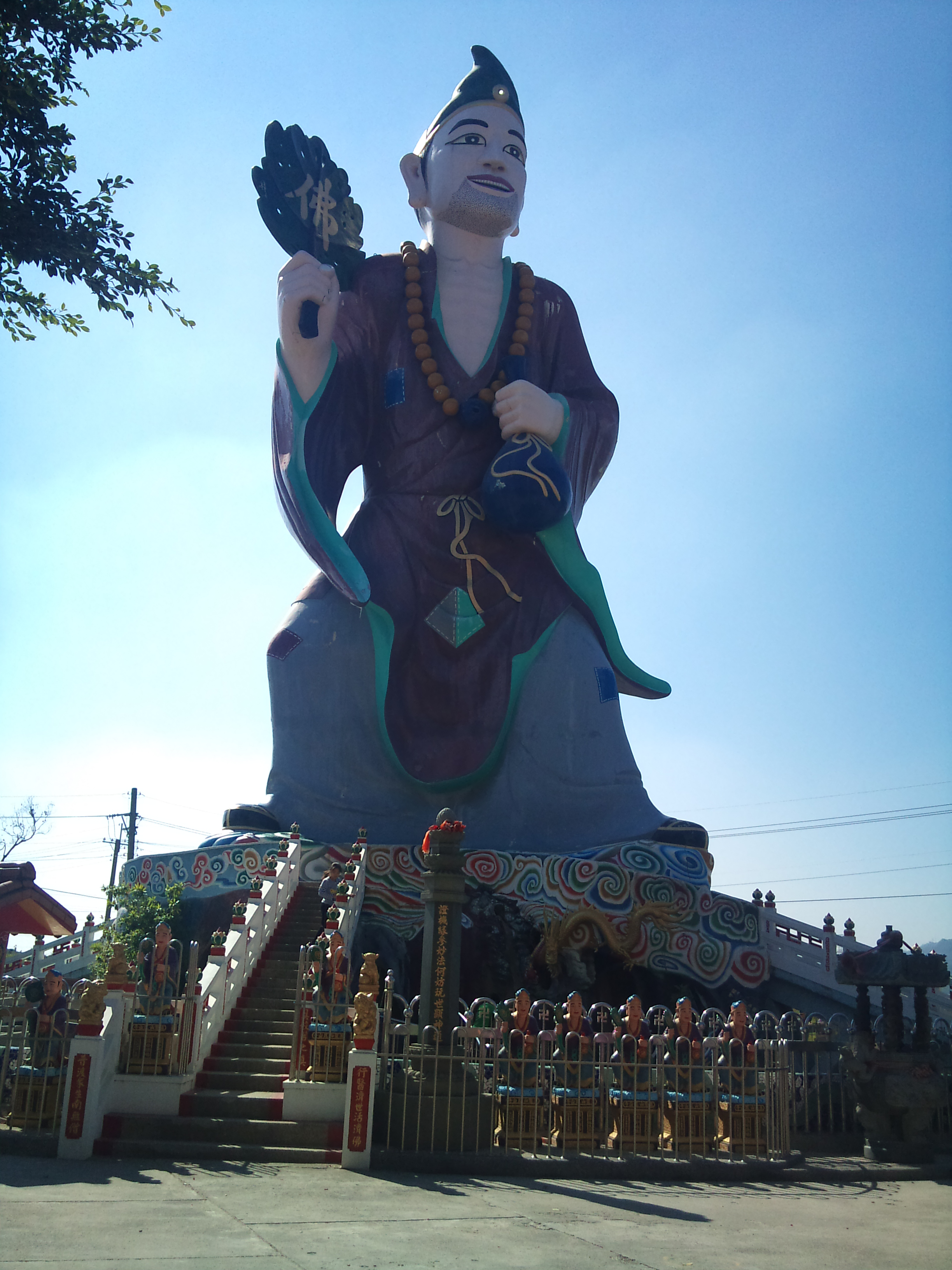
高雄市旗山區旗尾五龍山鳳山寺-濟公活佛神像

濟公形象親民深入人心，是位源自佛教的高僧，濟公有令人深刻的吃肉喝酒形象，不符合佛教清規，通常佛教會以「神異僧」尊重之，但不會以此教導佛門弟子，所以反而佛教團體較少供奉
，反而民間信仰、一貫道等其他宗教廟宇中常見供奉。又民間常見濟公乩童，一手搖扇，一手持酒瓶，頭戴僧帽、身著補丁僧袍，表現出酒醉瘋癲的形象為信徒開示。

一貫道認為其東方第十八代祖師天然古佛為濟公活佛倒裝降世。

## 台灣濟公信仰起源
台灣的濟公信仰，可追溯源自清朝光緒七年（1881年），在中法戰爭（1883-1885年）時，淮軍士卒帶著濟公的金身來台奉祀。實際流行則是在西元1950至60年代，以降乩、扶鸞主要信仰方式，更成為臺灣一貫道重視的仙佛之一。
1980年代在台灣大家樂與六合彩興起時，許多彩迷認為济公的形象較為活潑，應該願意接濟賭徒，一時許多济公廟宇相繼出現。

## 濟公廟

### 中国大陆
- 浙江省台州市天台縣濟公故居：濟公祖居，現址為近年仿建的景區
- 濟公家廟
- 天台山國清寺
- 靈隱寺
- 净慈寺：濟公修行與圓寂處
- 虎跑泉：濟公入葬於此地的濟公塔

### 香港
- 廣福義祠

### 台灣
- 新北市蘆洲區蘆洲濟公活佛禪師院
- 新北市三重區天振龍元會五部堂：供奉五福大帝七位靈公。
- 新北市三芝區富福頂山寺
- 新北市石碇區壺酒寺、行德慈惠堂
- 新北市土城區南天濟德宮
- 桃園市桃園區北天府龍天宮
- 桃園市大溪區天山靈寶寺濟公廟
- 桃園市龍潭區圓德慈惠堂
- 桃園市中壢區聖天宮
- 苗栗縣後龍鎮天化天廣濟宮
- 彰化市 彰化靈濟宮
- 彰化縣埔鹽鄉彰邑靈濟宮
- 彰化縣埔鹽鄉醒義宮
- 彰化縣和美鎮和美無極龍華慈惠堂
- 彰化縣和美鎮和美植緣堂
- 彰化縣二林鎮天人宮
- 彰化縣埤頭鄉順天宮
- 台中市北屯區無極聖會修緣寺
- 台中市霧峰區白陽聖廟
- 台中市西屯區慈德慈惠堂
- 台中市西屯區悟修道德宮
- 台中市新社區三濟道濟廟
- 南投縣竹山鎮玄靈宮
- 南投縣草屯鎮員林草屯濟公廟
- 南投縣國姓鄉國姓靈隱堂
- 雲林縣二崙鄉龍雲寺龍世堂
- 雲林縣崙背鄉福聖宮
- 雲林縣林內鄉林內濟公總堂
- 嘉義縣大林鎮紫德宮
- 嘉義縣大林鎮西天玉清宮
- 嘉義縣義竹鄉修緣禪寺(開台西天濟公活佛）
- 嘉義縣番路鄉觸口龍隱寺
- 嘉義縣水上鄉奉天宮
- 嘉義市東區仁義潭南恩禪寺
- 嘉義市西區南隱宮
- 高雄市楠梓區後勁聖濟宮
- 高雄市旗山區旗山靈山寺
- 高雄市旗山區旗尾五龍山鳳山寺：建有一尊南台灣最高濟公禪師大佛聖像。
- 高雄市旗山區旗山聖皇宮
- 高雄市六龜區天台山天台宮
- 高雄市甲仙區龍鳳寺
- 高雄市甲仙區天臺山靈隱寺
- 高雄市甲仙區五湖山清隱寺
- 高雄市阿蓮區阿蓮幸安宮
- 高雄市阿蓮區超峰五公寺靜修堂
- 高雄市仁武區朝天宮
- 屏東縣長治鄉妙音禪寺
- 屏東縣里港鄉五臺山靈隱寺
- 宜蘭縣蘇澳鎮蘇澳砲台山靈濟寺
- 台東縣台東市濟化殿
- 台東縣延平鄉玄濟宮
- 澎湖縣馬公市靈蓮堂、澎湖濟公廟

### 马来西亚
- 霹雳太平佛善坛
- 霹雳太平罗汉坛
- 霹雳太平佛缘精舍
- 霹雳太平善修佛堂
- 霹雳太平善德佛堂
- 霹雳太平济仙堂
- 霹雳太平马登南海忠宫
- 霹雳太平甘文丁济善坛
- 霹雳班台金山济公活佛庙
- 霹雳角头济安坛
- 霹雳瓜拉古楼对面港佛法坛
- 霹雳邦咯岛灵源宫济公禅师
- 雪兰莪万挠慈明精舍
- 雪蘭莪安邦天地宮
- 雪兰莪双溪毛糯威灵宫
- 雪兰莪沙亚南道济宫
- 雪兰莪适耕庄济公活佛庙
- 雪蘭莪士毛月法华宮
- 柔佛州永平天保宫
- 柔佛州昔加末活佛堂
- 柔佛峇株吧辖大圣宫
- 柔佛峇株吧辖忠佛坛
- 吉打真心教显世殿济公活佛庙
- 吉打亚罗士打默贡济世坛
- 峇株峇辖福應坛
- 峇株吧辖威严坛
- 槟城大山脚百利镇济仙殿
- 槟城大山脚缘济宫疯癫济公
- 槟城济癫坛道济师尊
- 槟城亞依淡天龙寺济公活佛
- 槟城玄城宫
- 槟城济宝宫
- 槟城灵隐寺
- 槟城北海 （页面存档备份，存于）灵隐宫
- 槟城关丹律道济观
- 槟城吡叻冷济公坛
- 槟城济善宫
- 槟城北海老癫坛
- 槟城灵仙宫
- 槟城大山脚臭头济公仙师坛
- 槟城双溪赖玉封财济殿

## 文艺作品

### 小说书籍
《济公全传》也叫《济公传》，为清代郭小亭所作的一部长篇小说。
《续济公传》为清代坑余生创作的小说

### 电视剧
- 降龍羅漢，中國電視公司（主演：許不了，1984年）
- 济公，上海廣播電視臺、杭州電視臺（主演：游本昌，1985年11月）
- 糊塗神仙，台灣電視公司（主演：龍冠武、小彬彬，1986年）
- 濟公，香港亞洲電視（主演：林國雄，1986年）
- 大小濟公，中華電視公司（主演：石英、陳子強、澎恰恰，1987年）
- 快樂神仙，台灣電視公司（主演：鄭平君、林君翰，1987年）
- 濟公，上海廣播電視臺、杭州電視臺（主演：游本昌，1988年1月）
- 濟公，上海廣播電視臺、杭州電視臺（主演：呂涼，1988年6月）
- 濟公活佛，中國電視劇製作中心、寧波影視公司（主演：游本昌，1989年）
- 濟公新傳，中華電視公司（主演：顧寶明、游安順，1991年）
- 濟公，台灣電視公司（主演：周明增（許不了之子），1995年）
- 济公活佛，新加坡电视机构（今新傳媒）（主演：谢韶光，1996年）
- 濟公活佛，中國電視公司（主演：周明增、林佑星、王耿豪、司馬玉嬌，1997年）
- 濟公，香港無綫電視（主演：梁榮忠，1997年）
- 济公游记，浙江有線電視臺、格力電器、本昌文化（主演：游本昌，1998年）
- 濟公傳奇，亞洲電視（主演：麥嘉，2001年）
- 濟公，民間全民電視公司（主演：龍劭華，2007年）
- 濟公新傳，北京國立常升影視、浙江華新影視（主演：張默（張國立之子））
- 活佛济公，上海崇遠文化、杭州百乘影視（主演：陈浩民，2009年）
- 活佛济公2，上海崇遠文化、杭州百乘影視（主演：陈浩民，2010年）
- 戲說台灣-濟公十八嫁，三立電視（主演：霍正奇，2011年）
- 活佛济公3，上海崇遠文化、杭州百乘影視（主演：陈浩民，2011年）
- 新济公活佛，拉風娛樂（主演：陈浩民，2013年）
- 濟公傳，上海怡然自得文化發展有限公司（主演：郭德綱，2014年）
- 一笑渡凡間，香港無綫電視（主演：蕭正楠，2021年）
- 西遊ABC，Disney+（出演：錢信伊，2023年）

### 电影
- 1939年《濟公活佛》，香港魯魯影片公司，（主演：伊秋水）
- 1949年《濟公活佛》，香港星光影片公司，（主演：伊秋水）
- 1950年《濟公三氣華雲龍》，香港泰興影片公司，（主演：伊秋水）
- 1950年《濟公傳》，香港天星影業公司，（主演：洪波）
- 1954年《濟公新傳》，（主演：梁醒波）
- 1958年《濟公火燒琵琶精》，香港華僑影業公司，（主演：梁醒波）
- 1964年《濟公活佛》，香港順利影業公司，（主演：新馬師曾）
- 1965年《濟公大鬧公堂》，香港玉聯影業公司，（主演：新馬師曾）
- 1965年《濟公怒斬白骨精》，香港玉聯影業公司，（主演：新馬師曾）
- 1966年《濟公鬥八仙》，香港大志影片公司，（主演：新馬師曾）
- 1969年《濟公活佛》，香港聯合影業公司，（主演：蔣光超）
- 1975年《濟公活佛》，香港新華影業公司，（主演：岳陽）
- 1977年《佛跳牆》，邵氏兄弟（香港）有限公司，（主演：野峰）
- 1978年《烏龍濟公》，邵氏兄弟（香港）有限公司，（主演：野峰）
- 1982年《新濟公活佛》（主演：許不了）
- 1986年《糊涂神仙》台湾电影， 龙冠武、小彬彬、杨凯琪、王慧文、林秀琴主演
- 1993年《濟公》，大都會電影製作有限公司，（主演：周星驰）
- 2010年《濟公·古剎風雲》（主演：游本昌）
- 2010年《濟公·茶亦有道》（主演：游本昌）
- 2017年《降魔傳》（主演：鄭愷、張雨綺）

### 动画剧集
- 济公传奇，CCTV，1999年，共5集。
- 济公，杭州盛世龙吟数码科技有限公司，2005年，共36集。
- 小济公，CCTV，2016年，共52集。

### 动画电影
- 济公斗蟋蟀，上海美术电影制片厂，1959年；配音：程之。
- 济公之降龙降世，浙江天台和合影视文化传媒有限公司，2021年；监制：靳东。

### 单口相声
- 济公传（演员：郭德纲）